# Pribelszki Norbert
Pribelszki Norbert (Orosháza, 1996. szeptember 17. –) magyar színész, rapper, dalszerző

## Élete
Gyermekkorát szülővárosában töltötte, ahol már tizenévesen kipróbálta magát színészként. Még gimnazista korában (a szentesi Horváth Mihály Gimnázium diákjaként) nyert szereplési lehetőséget 2014-ben a Duna televízión 2015. áprilisától bemutatott Egynyári kaland című minisorozatban, annak egyik legtöbbször visszatérő mellékszereplőjeként. Később, 2015 végétől a Barátok közt című szappanopera szereplője lett, ahol annak a Mayer Ottónak az alakítását bízták rá, aki időközben mellékszereplőből a sorozat egyik főszereplője lett.
2015-ben érettségizett, ezt követően felvételt nyert a Nemes Nagy Ágnes Színészképzőbe. Modellként is tevékenykedett, az Art Models Agency-nél.
2024-ben részt vett a Sztárboxban, ahol Noszály Sándor ellenfele volt, miután Henry Kettner az utolsó pillanatban visszamondta a szereplést egy sérülés miatt. A mérközést Noszály Sándor nyerte [4]

## Szerepei

### Film/TV
- 2023 – Szelfi Egyetem (Rómeó)
- 2015-2018 – Barátok közt (Mayer Ottó)
- 2015 – Egynyári kaland (Balázs); rendezte: Dyga Zsombor